# Mordellistena atripennis
Mordellistena atripennis es una especie de coleóptero de la familia Mordellidae.

## Distribución geográfica
Habita en México.